# Campylopodiella stenocarpa
Campylopodiella stenocarpa är en bladmossart som beskrevs av P. Müller och G. Frahm 1987. Campylopodiella stenocarpa ingår i släktet Campylopodiella och familjen Dicranaceae. Inga underarter finns listade i Catalogue of Life.